# چهار بیماری بزرگ آلودگی محیطی ژاپن
چهار بیماری بزرگ ژاپن اشاره به گروهی از بیماری‌های ساخته دست بشر دارد که همگی در اثر آلودگی محیطی ناشی از حمل نادرست زباله‌های صنعتی توسط شرکت‌های ژاپنی ایجاد شدند. اولین مورد مشاهده این دسته از بیماری‌ها در سال ۱۹۱۲ و سه مورد دیگر، در دهه‌های ۱۹۵۰ و ۱۹۶۰ مشاهده شدند.
استفاده از عدد چهار اشاره به تعداد این رویدادها و بیماری‌ها دارد که از مشهورترین آنها، می‌توان به بیماری میناماتا و بیماری نیگاتا میناماتا اشاره کرد. تمامی این چهار مورد، نوعی بیماری در اثر آلودگی محیطی بودند که اولین بار در کشور ژاپن مشاهده شدند.
| نام بیماری             | منطقهٔ تحت تأثیر قرار گرفته | علت                   | منبع                    | سال  |
| ---------------------- | -------------------------- | --------------------- | ----------------------- | ---- |
| بیماری ایتای-ایتای     | استان تویاما               | مسمومیت با فلز کادمیم | شرکت معدن و ذوب میتسویی | ۱۹۱۲ |
| بیماری میناماتا        | استان کوماموتو             | متیل جیوه             | شرکت چیسو               | ۱۹۵۶ |
| بیماری نیگاتا میناماتا | استان نیگاتا               | متیل جیوه             | شرکت شووا دنکو          | ۱۹۶۵ |
| آسم یوکایچی            | استان میه                  | گوگرد دی‌اکسید         | آلودگی هوا در یوکایچی   | ۱۹۶۱ |

با توجه به طرح دعوی قضایی، نامورسازی و سایر اقدامات علیه شرکت‌های مسئول آلودگی و همچنین ایجاد آژانس محیط زیست ژاپن در سال ۱۹۷۱، افزایش آگاهی عمومی و تغییر در شیوه‌های صنعتی، میزان بروز این نوع بیماری‌ها پس از دهه ۱۹۷۰ به سرعت کاهش یافت.

## بیماری ایتای-ایتای
بیماری ایتای-ایتای اولین بار در سال ۱۹۱۲ در استان تویاما ژاپن رخ داد. اصطلاح ایتای-ایتای توسط مردم محلی برای دردهای شدید ستون فقرات مفاصل به‌کار برده شد. نام این بیماری «ایتای-ایتای» داده شد زیرا این عبارتی بود که افراد مبتلا اغلب فریاد می‌زدند.

### علت بیماری ایتای-ایتای
علت بیماری ایتای-ایتای مسمومیت با کادمیوم در آب آشامیدنی حوضه رود جینزو تعیین شد. منبع کادمیوم و ایجاد مسمومیت در آب از شرکت معدن میتسویی شروع شد. معدن میتسویی در سال ۱۹۱۰ شروع به تخلیه کادمیوم به داخل رود جینزو کرد. فلز کادمیوم رودخانه را مسموم کرد و در نتیجه، منبع آب مردم محلی را مسموم کرد. در نهایت، باعث شد هر فردی که آن آب را می‌نوشید یا غذایی می‌خورد که با آب آلوده به کادمیم رشد کرده‌است، مانند برنج، علائم بیماری ایتای-ایتای را نشان می‌داد.

### علائم بیماری ایتای-ایتای
اولین علائم بیماری ایتای-ایتای درد ستون فقرات و پا بود. با این حال، با پیشرفت بیماری، علائم جدیدتری گزارش شدند. این علائم عبارتند از:
- درد شدید بدن
- شکستگی استخوان در اثر ضربه‌های خفیف
- مشکلات اسکلتی (بدشکلی اسکلت)
- کم‌خونی
- اختلالات کلیوی

### پیامدهای ایتای-ایتای
اکثر افراد مبتلا به بیماری ایتای-ایتای در رختخواب محصور بودند زیرا راه رفتن باعث شکستگی استخوان و درد شدید می‌شد. ساکنان مناطق اطراف که از این بیماری آسیب دیده بودند در سال ۱۹۶۸ علیه شرکت معدن میتسویی شکایت کردند. شرکت میتسویی اعتراف کرد که بیماری ایتای-ایتای ناشی از تخلیه کادمیم آنها به رود جینزو است. میتسویی موظف شد هزینه‌های بازیابی زمین را بپردازد و به این معنی بود که ساکنان منطقه باید اطمینان حاصل می‌کردند که زمین مسموم شده به حالت امن و قابل کشت باز خواهد گشت.

## بیماری میناماتا
اولین مورد بیماری میناماتا در استان کوماموتو و در سال ۱۹۵۶ گزارش شد. پس از یک بررسی گسترده، بیماری میناماتا به عنوان یک مسمومیت با فلزات سنگین، به ویژه مسمومیت با متیل جیوه شناخته شد که از طریق خوردن ماهی‌های آلوده به متیل جیوه از خلیج میناماتا منتقل می‌شود. متیل جیوه درون ماهی آلوده به سیستم عصبی مرکزی بیمار آسیب دیده حمله کرده و باعث بروز علائم مختلفی می‌شد.

تصویر توموکو و مادر در حمام که نشان دهنده تأثیرات مخرب بیماری میناماتا بر بدن انسان است.

### علائم بیماری میناماتا
- بی‌حسی در بازو و پا
- اختلال در تعادل
- خستگی
- وزوز گوش
- دید تونلی
- از دست دادن شنوایی
- کاهش مهارت‌های ارتباطی (گفتار نامفهوم)

اکثر بیماران مبتلا به میناماتا ترکیبی از علائم را نشان می‌دادند.

### شرکت چیسو
منبع این بیماری در منطقه خلیج میناماتا و علت آن، تخلیه متیل جیوه توسط شرکت چیسو به خلیج میناماتا بود. متیل جیوه، یک محصول جانبی در ساخت محصولات این شرکت بود؛ به همین علت، متیل جیوه به عنوان ضایعات شیمیایی به خلیج میناماتا ریخته می‌شد. در نهایت، شرکت چیسو موظف شد که به کلیه بیماران مبتلا به میناماتا غرامت پرداخت کند.

### پیامدهای بیماری میناماتا
در سال ۱۹۷۰، قانون کنترل آلودگی آب ژاپن، که بیان می‌کند که تمام کارخانه‌ها طبق قانون موظف به تنظیم مقررات دفع مواد شیمیایی خطرناک هستند، تصویب شد. در سال ۱۹۷۷، دولت ژاپن وظیفه پاکسازی خلیج میناماتا را بر عهده گرفت و ۱٫۵ میلیون متر مکعب لجن آلوده به متیل جیوه را از ته خلیج خارج کرد و از آنها برای بازیابی بیش از ۵۰ هکتار از خلیج به همراه خاک غیرآلوده استفاده کرد. سپس در سال ۱۹۹۷، پس از ۱۴ سال و ۳۵۹ میلیون دلار هزینه، فرماندار استان کوماموتو محیط خلیج میناماتا را امن دانست.

## بیماری نیگاتا میناماتا
در سال ۱۹۶۵، تعدادی از بیماران در استان نیگاتا علائم بیماری میناماتا را نشان دادند. نیگاتا میناماتا در اثر مسمومیت با متیل جیوه در حوضه رود آگانو ایجاد شد. این دومین شیوع بیماری میناماتا بود. درجه شیوع این بیماری نسبت به اولین بیماری میناماتا که در استان کوماموتو رخ داد، بسیار کمتر بود.

### علائم بیماری نیگاتا میناماتا
همان‌طور که از نام این بیماری پیدا است، بیماری نیگاتا میناماتا شبیه بیماری میناماتا است. در نتیجه، هر دو علائم مشابهی دارند:
- بی‌حسی در بازو و پا
- اختلال در تعادل
- خستگی
- وزوز گوش
- دید تونلی
- از دست دادن شنوایی
- کاهش مهارت‌های ارتباطی (گفتار نامفهوم)

### شرکت شووا دنکو
در بهار سال ۱۹۶۶، تیم تحقیقاتی بیماری نیگاتا میناماتا، محتمل‌ترین علت شیوع بیماری نیگاتا میناماتا را تخلیه متیل جیوه از کارخانه شووا دنکو دانست. شووا دنکو در نزدیکی رود آگانو قرار داشت و درست مانند شرکت چیسو، متیل جیوه را به عنوان محصول جانبی تولید می‌کرد و سپس آن را به رودخانه آگانو می‌ریخت. این شرکت، مانند شرکت چیسو، تمام اتهامات مربوط به شیوع بیماری نیگاتا میناماتا را رد کرد.

### پیشامدهای بیماری نیگاتا میناماتا
شرکت شووا دنکو پس از جنجال‌های فراوان به دلیل سهل‌انگاری مجرم شناخته شد و سپس مجبور به پرداخت غرامت به همهٔ کسانی شد که تحت تأثیر بیماری نیگاتا میناماتا قرار گرفته بودند. در سالی که نیگاتا میناماتا شیوع پیدا کرد، ۲۶ نفر به عنوان بیمار مبتلا شدند و پنج نفر در نتیجه مسمومیت با متیل جیوه جان خود را از دست دادند.

## آسم یوکایچی
یوکایچی شهری در مرکز ژاپن و در استان میه است. این شهر با لقب «شهر نفت» شناخته می‌شود زیرا تقریباً یک چهارم کل نفت ژاپن را تولید می‌کند. ساخت اولین پالایشگاه نفت در این منطقه برای اولین بار در سال ۱۹۵۵ آغاز شد و پس از ساخت پالایشگاه، بسیاری از بیماری‌های تنفسی مانند آسم، در داخل شهر و در میان مناطق همجوار پدیدار شد.

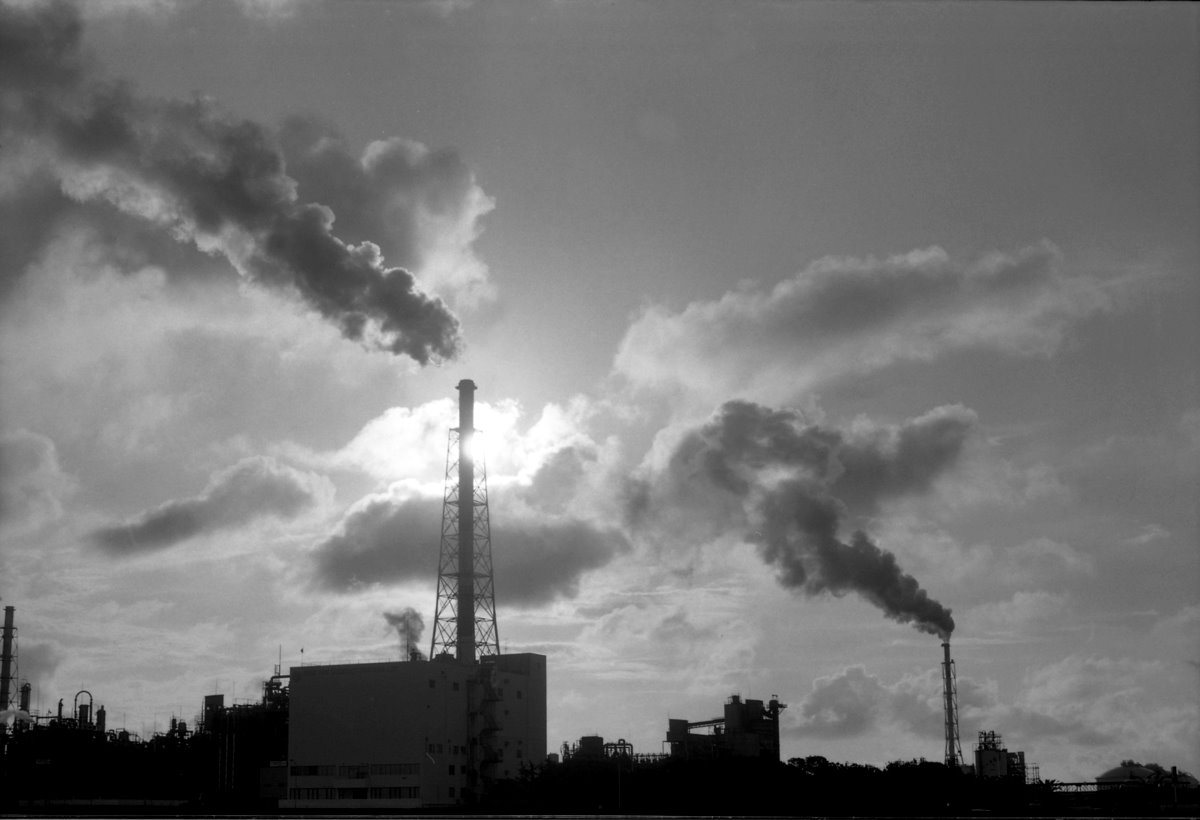
یک پالایشگاه نفت که در وسط شهر یوکایچی در حال انتشار دی‌اکسید گوگرد در هوا است.

### علت شیوع آسم یوکایچی
در وسط این شهر بزرگ‌ترین نیروگاه و پالایشگاه نفت سنگین ژاپن در این دوره زمانی قرار داشت. این پالایشگاه مجهز به ماشین‌هایی نبود که بتواند انتشار دی‌اکسید گوگرد را قبل از انتشار در هوا کاهش دهد. در اوایل دهه ۱۹۶۰، بیماری‌های تنفسی در میان مردم یوکایچی و حتی در برخی از مناطق مجاور شروع به ظهور کردند. این افزایش در مشکلات تنفسی سپس به عنوان آسم یوکایچی مشخص شد. این شکل از آسم در یوکایچی شایع بود. ۵ تا ۱۰ درصد از ساکنان بالای ۴۰ سال در یوکایچی برونشیت مزمن را گزارش کرده بودند، در حالی که کمتر از ۳ درصد ابتلا به همان بیماری را در مناطق غیر آلوده داشتند.

### سیستم تسکین آسم یوکایچی
برای ارائه حمایت به بسیاری از افراد مبتلا به بیماری، یک سیستم عمومی برای آلودگی هوا در سال ۱۹۶۵ ایجاد شد. این سیستم نشان می‌داد همهٔ افرادی که در منطقه یوکایچی معیارهای زیر را داشتند از این سیستم حقوق دریافت می‌کردند:
1. بیماری‌هایی مانند مانند آسم، برونشیت مزمن، آمفیزم ریوی و عوارض آنها.
2. مناطق خاصی که شیوع بیماری در آن افزایش یافته‌است.
3. داشتن سه سال اقامت در محدوده مشخص شده.

امروزه قوانینی وجود دارد که میزان دی‌اکسید گوگرد را که یک کارخانه می‌تواند در هوا آزاد کند، تنظیم می‌کند. این قوانین کمک می‌کند تا از به وقوع پیوستن فاجعه‌ای مانند آسم یوکایچی جلوگیری شود.